# 범세계 개인 통신
범세계 개인 통신 또는 유니버설 퍼스널 텔레커뮤니케이션스(Universal Personal Telecommunications, UPT)는 범세계 개인 전화번호를 위해 남겨둔 국제전화이름공간의 특수한 부분이다. 이 서비스는 국가 코드 +870810을 할당하고 있으며 100억 개의 고유한 숫자를 제공하는 10자리 구독자 번호로 완성된다. 국제전기통신연합(ITU)은 이 개념을 2001년에 도입했다.

## UPT 서비스
처음에 UPT 번호 블록은 VoIP나 '넥스트 제네레이션' 네트워크들에 할당되었으나 기술의 진보에 따라 UPT는 디지털 정체성과 사물인터넷 마켓플레이스의 넘버링 및 주소 할당 솔루션으로 간주되기 시작했다.

## 참고 문헌
- 연방 표준 1037C